# Muttaladinni, Bilgi
Muttaladinni là một làng thuộc tehsil Bilgi, huyện Bagalkot, bang Karnataka, Ấn Độ.